# 5e millennium v.Chr.
Het vijfde millennium v.Chr. loopt vanaf 5000 tot 4001 v.Chr. Dit komt overeen met 6.950 tot 5.951 BP.

## Tijd
- 4713 v.Chr.: Om 12 uur UT begin van de tijdrekening volgens de Juliaanse dag (JD 0).
- 4004 v.Chr.: Volgens de berekeningen van James Ussher, aartsbisschop van het Ierse Armagh vond in de avond voor 23 oktober 4004 v.Chr., de schepping van de aarde plaats.

## Belangrijke gebeurtenissen

### Azië en Midden-Oosten
- 4800 v.Chr. - Koper doet zijn intrede bij de Mehrgarh (laag III), de voorloper van de Indusbeschaving.
- 4500-4000 v.Chr. - Sumer. Neder-Mesopotamië wordt bevolkt door Obeidiërs, naar het dorp al-Ubaid waar resten zijn gevonden. Dit volk legt moerassen droog en zorgt voor irrigatie, voor landbouw. Ook drijven ze handel en worden er in werkplaatsen potten gebakken en leer gelooid. Lapis lazuli wordt ingevoerd.
- ca. 4500 v.Chr. - Anaucultuur. Uitgebreide agglomeraties ontwikkelen zich in Zuid-Turkmenistan zoals Namazga-depe), waar contacten met Beloetsjistan worden aangetoond
- De Badaricultuur in Midden-Egypte loopt van ca. 4400 tot 4000 voor Christus.
- ca. 4000 v.Chr. - Stichting van de stad Susa

### Europa
- Rond 5000 v.Chr. begint in Europa op twee plaatsen de metaalbewerking van koper en goud op gang te komen, eerst op de Balkan en wat later op het Iberisch Schiereiland. De Gumelnițacultuur wordt gekenmerkt door polychroom aardewerk en rijke begraafplaatsen. Een van de belangrijkste vindplaatsen is het grafveld van Varna, waarnaar men ook wel van Varnacultuur spreekt. In Bulgarije is op de begraafplaats van Varna een gouden stier gevonden.
- Rond 5000 v.Chr. volgt in het zuidwesten van Rusland de Chvalynskcultuur de Samaracultuur op; duidelijke ontwikkeling van de koerganen
- Langs de Noordzee en Zuid-Scandinavië gedijen de mesolithische Swifterbantcultuur (4900-3700 v.Chr.) en Ertebøllecultuur (5300-3950 v.Chr.)
- 4900 v.Chr. - Aan de kustgebieden beoefenen vissers en jagers op kleine schaal ook veelteelt en akkerbouw
- 4450 v.Chr. - 'Mannetje van Willemstad' tussen de wortels van een eik begraven
- 4400 v.Chr. - Begin van de Sredny Stogcultuur die tot ca. 3500 v.Chr. zou duren. In deze regio, de Euraziatische steppe, zou het paard worden getemd. Het dier blijkt naast eetbaar ook berijdbaar en geeft de steppebewoners een grotere mobiliteit.
- 4200 v.Chr. - De oudste kopermijnen in Oost-Europa, Aj-Boenar nabij Stara Zagora in Bulgarije en Roedna Glava in Oost-Servië.

### Amerika
- 5000 v.Chr. - Eerste cultivatie van mais in Mexico.
- ca. 4050 v.Chr. - Laatste Amerikaanse olifant (Cuvieronius) sterft uit in Colombia.
- De lama wordt gedomesticeerd door de Inca's, die de dieren houden als lastdier, maar ook voor de wol, het vlees en de mest. Door lama's als lastdier te gebruiken, kunnen de Inca's handel drijven over grotere afstanden. Karavanen lama's worden gebruikt om koopwaar, goud en zilver te vervoeren.

## Uitvindingen en ontdekkingen
- Rijst wordt gedomesticeerd in China. Later wordt het geïntroduceerd in de Gangesvallei en de rest van Azië (ca. 5000 v.Chr.)
- Landbouw bereikt de Atlantische kust van Europa vanuit het Oude Nabije Oosten (ca. 5000 v.Chr.)
- Mais wordt gecultiveerd in Mexico (c. 5000 v.Chr.)
- ca. 5000 v.Chr. - metallurgie verschijnt.
- ca. 5000 v.Chr. - landbouw start in het Oude Japan; Bonen en kalebassen worden gecultiveerd
- De ploeg wordt geïntroduceerd in Europa (c. 4500 v.Chr.)
- Koperen pinnen die dateren uit 4000 v.Chr. zijn gevonden in Egypte
- Waterbuffels worden gedomesticeerd in China
- Het bierbrouwen wordt ontwikkeld in Mesopotamië en India

<<< · 10e · 9e · 8e · 7e · 6e · 5e · 4e · 3e · 2e · 1e · "0" · 1e · 2e · 3e · 4e